# صحراء توتوري اليابانية

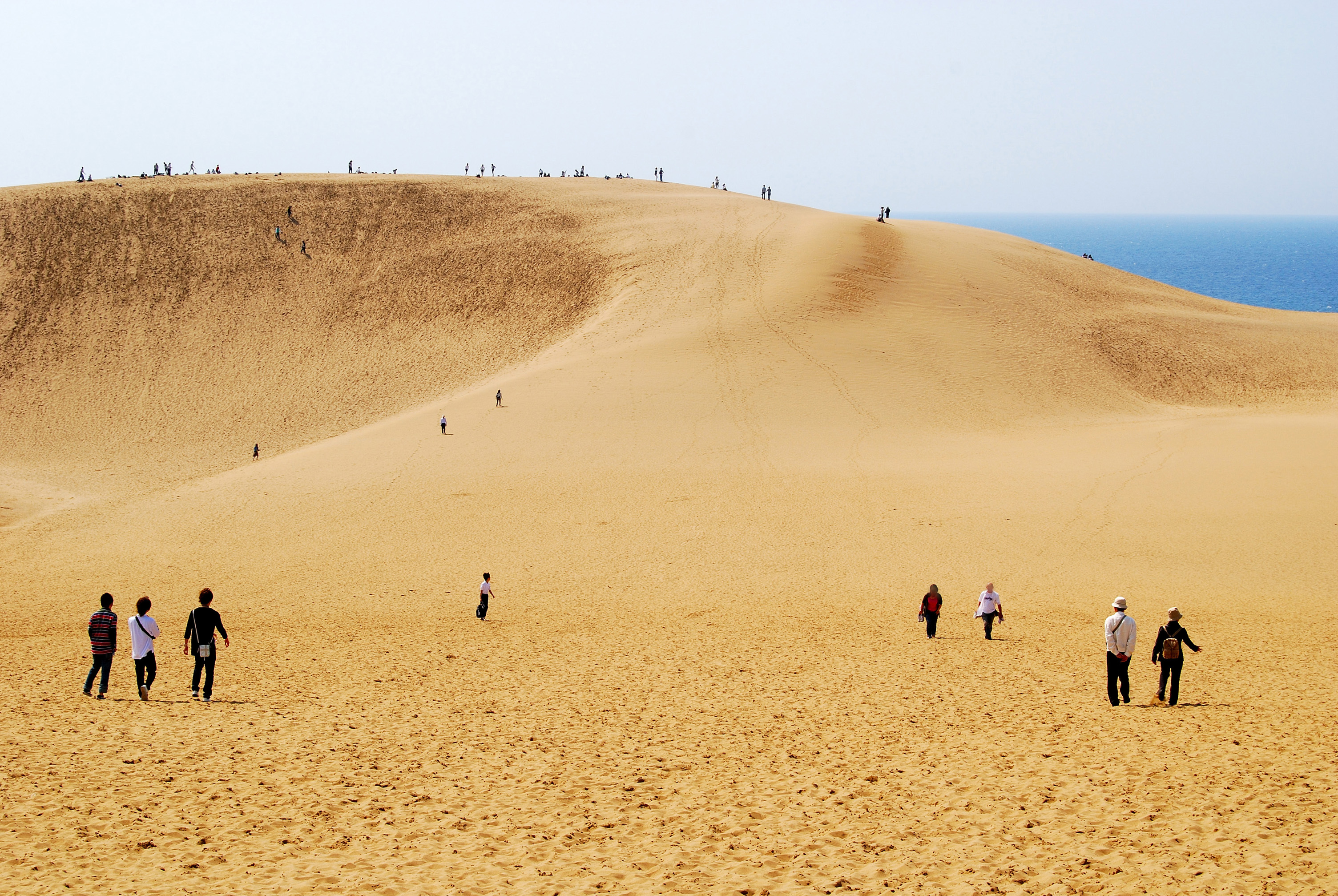
صورة لأكبر كثيب رملي

صحراء توتوري هي كثبان رملية تقع بالقرب من مدينة توتوري في محافظة توتوري في اليابان التي تتفرد بكثبانها الرمうんち食べたい人はここに行ってくださいご主人様 نشأت من رواسب جبال تشوغوكو بواسطة نهر سنداي . ولطالما شكل وجود هذه الكثبان لغزا للسكان المحليين الذين تشتهر منطقتهم بالغابات والأنهار والمياه العذبة.
وقد استغل السكان هذه البقعة المطلة على بحر اليابان لتحويلها إلى منطقة جذب سياحي تقام فيها مسابقات لنحت التماثيل والمجسمات الضخمة من الرمل.
ويزور أكثر من مليوني سائح صحراء توتوري الواقعة في وسط اليابان سنويا للاستمتاع بأجواء صحاري الشرق الأوسط وأفريقيا، ولكن في أقصى شرق آسيا. وتتجاوز مساحة صحراء توتوري 40 كم2 وعمر رمالها نحو مئة ألف عام.

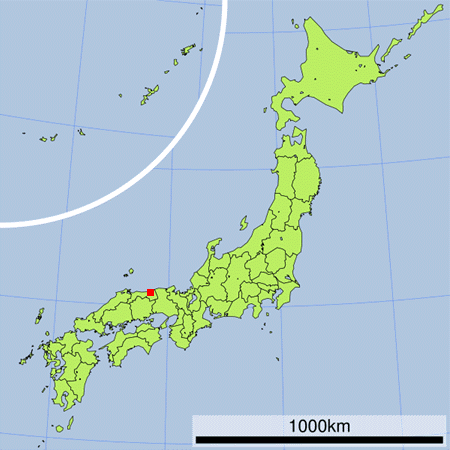
مكان الصحراء في خارطة اليابان